# Ekonomisk Företagsledning
Ekonomisk Företagsledning AB, även skrivet Ekonomisk företagsledning, senare känt  som EF Ekonomisk Företagsledning AB och EF AB, var ett svenskt konsultföretag.
Verksamheten grundades 1942 av Bo Casten Carlberg som enskilda firman Konsulterande Ingenjörsbyrån för Ekonomisk Företagsledning. År 1945 blev EF ett aktiebolag. EF bedrev teknisk, ekonomisk och organisatorisk konsultations‑ och utredningsverksamhet i hela Sverige.
EF var Sveriges första managementkonsultföretag och har kallats det ledande managementföretaget i Skandinavien. År 1968 förvärvades EF av PA Consulting Group, men namnet EF Ekonomisk Företagsledning behölls länge för verksamheten i Sverige. EF utdelade tillsammans med Veckans Affärer uppfinnarpriset Guldkuggen.
EF förlorade 1985 en namntvist med EF Education First.